# São Gonçalo
São Gonçalo è un comune del Brasile nello Stato di Rio de Janeiro, parte della mesoregione Metropolitana di Rio de Janeiro e della microregione di Rio de Janeiro.

## Organizzazione territoriale
São Gonçalo è amministrativamente diviso in 5 distritos (distretti) e 91 bairros (quartieri).
- 1º Distrito - Centro: Alcântara, Antonina, Boaçu, Brasilândia, Centro, Colubandê, Cruzeiro do Sul, Estrela do Norte, Fazenda dos Mineiros, Galo Branco, Itaoca, Itaúna, Lindo Parque, Luiz Caçador, Mutondo, Mutuá, Mutuaguaçu, Mutuapira, Nova Cidade, Palmeira, Porto do Rosa, Recanto das Acácias, Rocha, Rosane, Salgueiro, São Miguel, Tribobó, Trindade, Vila Lara e Zé Garoto.

- 2º Distrito - Ipiíba: Almerinda, Amendoeira, Anaia Grande, Anaia Pequeno, Arrastão, Arsenal, Coelho, Eliane, Engenho do Roçado, Ieda, Ipiíba, Jardim Amendoeira, Jardim Nova República, Jockey, Maria Paula, Rio do Ouro, Sacramento, Santa Isabel, Várzea das Moças e Vila Candoza.

- 3º Distrito - Monjolos: Barracão, Bom Retiro, Gebara, Guarani, Guaxindiba, Jardim Catarina, Lagoinha, Laranjal, Largo da Ideia, Marambaia, Miriambi, Monjolos, Pacheco, Raul Veiga, Santa Luzia, Tiradentes, Vila Três e Vista Alegre.

- 4º Distrito - Neves: Boa Vista, Camarão, Gradim, Mangueira, Neves, Parada 40, Paraíso, Patronato, Porto da Madama, Porto da Pedra, Porto Novo, Porto Velho e Vila Lage.

- 5º Distrito - Sete Pontes: Barro Vermelho, Convanca, Engenho Pequeno, Morro do Castro, Novo México, Pita, Santa Catarina, Tenente Jardim, Venda da Cruz e Zumbi.